# Nikky Blond
Nikky Blond (9 de março de 1981) é o nome artístico de uma atriz pornográfica húngara.

## Prêmios e indicações
- 2004: Venus Award – Melhor atriz (Hungria) — venceu[1]
- 2006: AVN Award – Melhor cena de sexo só de garotas (Best All-Girl Sex Scene - Video) – Catherine — indicada[2]